# Camí de Martorelles
El Camí de Martorelles és una obra d'Alella (Maresme) protegida com a Bé Cultural d'Interès Local.

## Descripció
Camí de traçat irregular que s'enfila cap al nord, al costat de llevant de la urbanització de Mas Coll. És un vial molt estret, d'amplada variable entre quatre i cinc metres, sensació que s'aguditza pel fet de circular en trinxeres entre grans murs de paredat, sobretot en el seu tram inicial proper al torrent de can Pufarré. Un dels trets més destacables és el fet de ser l'accés al conjunt de grans edificacions i cases senyorials amb grans finques que presideixen la part alta del terme municipal. A més, el pendent i els constants canvis de direcció obren contínuament noves perspectives, que es reforcen amb l'aparició d'elements significatius de les edificacions veïnes. Els seu ferm està en mal estat, amb trams de llambordins i d'altres amb restes d'asfalt. La secció és exageradament bombada, per tal de recollir les aigües de pluja pels laterals.